# Chris Hughton
Christopher William Gerard "Chris" Hughton (Stratford, Anglia, 1958. december 11. – ) angol születésű ír válogatott labdarúgó, futball-szakember.

## Sikerei, díjai
Tottenham Hotspur
- FA-kupa győztes: 1981, 1982
- UEFA-kupa győztes: 1984

## Pályafutása

### Játékosként
Hughton a Tottenham Hotspur saját nevelésű játékosa, 18 évesen mutatkozott be a felnőttek között. A csapatban eltöltött 13 éve alatt több, mint 300 mérkőzésen lépett pályára, és két FA-kupát valamint egy UEFA-kupát nyert. A Tottenham után két szezon erejéig a West Ham United, majd egy évig a Brentford játékosa volt, végül 34 évesen visszavonult.

#### A válogatottban
Hughton 53 mérkőzésen játszott az ír válogatottban 1979 és 1991 között. Részt vett az 1988-as Európa-bajnokságon, ahol mindhárom mérkőzésen pályára lépett, valamint benne volt az 1990-es világbajnokság ír keretében is, ahol azonban nem kapott lehetőséget. 1995. május 29-én búcsúmérkőzést tartottak számára a Lansdowne Road-on. 2003 februárjától 2005 októberéig Brian Kerr segédedzőjeként dolgozott a válogatottnál.

### Edzőként
1993-ban átvette a Spurs utánpótlátcsapatának irányítását, majd 1998-ban, egy meccs erejéig, a Crystal Palace ellen lehetett a klub edzője. Utána érkezett Christian Gross, akinél asszisztens volt. 2007. október 25-én Martin Jol-lal együtt menesztették a Tottenham-től. Hughton olyan edzők mellett dolgozott a csapatnál, mint Ray Clemence, Doug Livermore, Ossie Ardiles, Gerry Francis, George Graham, David Pleat, Jacques Santini, és Martin Jol.
2003 februárjától 2005 októberéig az ír válogatott edzőjének, Brian Kerr-nek volt asszisztense.
2008 februárjától a Newcastle United segédedzője lett, Nigel Pearson munkáját vette át Kevin Keegan csapatánál.

## Statisztika

### Menedzserként
2021. május 8. szerint
| Csapat                             | Nemzet   | –tól                | –ig                  | Mérkőzések | Mérkőzések | Mérkőzések | Mérkőzések | Mérkőzések |
| Csapat                             | Nemzet   | –tól                | –ig                  | M          | Gy         | V          | D          | Gy %       |
| ---------------------------------- | -------- | ------------------- | -------------------- | ---------- | ---------- | ---------- | ---------- | ---------- |
| Tottenham Hotspur (megbízott edző) | Anglia   | 1997. november 20.  | 1997. november 25.   | 1          | 0          | 0          | 1          | 0.0        |
| Tottenham Hotspur (megbízott edző) | Anglia   | 1998. szeptember 7. | 1998. október 1.     | 6          | 3          | 2          | 1          | 50,0       |
| Newcastle United (megbízott edző)  | Anglia   | 2008. szeptember 8. | 2008. szeptember 29. | 4          | 0          | 0          | 4          | 0.0        |
| Newcastle United (megbízott edző)  | Anglia   | 2009. február 7.    | 2009. április 2.     | 6          | 1          | 2          | 3          | 16,7       |
| Newcastle United                   | Anglia   | 2009. június 1.     | 2010. december 6.    | 70         | 39         | 17         | 14         | 55,7       |
| Birmingham City                    | Anglia   | 2011. június 22.    | 2012. június 7.      | 62         | 26         | 21         | 15         | 41,9       |
| Norwich City                       | Anglia   | 2012. június 7.     | 2014. április 6.     | 82         | 24         | 23         | 35         | 29,3       |
| Brighton & Hove Albion             | Anglia   | 2014. december 31.  | 2019. május 13.      | 215        | 88         | 57         | 70         | 40,9       |
| Nottingham Forest                  | Anglia   | 2020. október 6.    | Jelenlegi            | 44         | 13         | 16         | 15         | 29,5       |
| Összesen                           | Összesen | Összesen            | Összesen             | 490        | 194        | 138        | 158        | 39,6       |